# Золотистая стурисома
Золотистая стурисома (лат. Sturisomatichthys aureum) — вид лучепёрых рыб из семейства кольчужных сомов, обитающий в Южной Америке.

## Описание
Общая длина достигает 20 см. Голова треугольной формы. Рыло вытянутое, губы толстые. Рот представляет собой присоску. Зубы в виде ложки, что позволяет соскребать водоросли. Туловище короткое и стройное. Хвостовой стебель длинный, иглообразный. Спинной плавник очень высокий, с короткой основой, серповидный. Жировой плавник отсутствует. Грудные плавники длинные, серповидные. Брюшные плавники небольшие, широкие, их кончики округлые или срезанные. Анальный плавник вытянут книзу, с короткой основой. Хвостовой плавник разделён, кончики лопастей представляют собой длинные лучи-нити.
Окраска оливково-золотистая с 2 широкими полосами чёрного цвета. Полосы начинаются от кончика морды до основания хвоста. Позади первого луча спинного плавника проходят чёрные горизонтальные полосы. Вдоль туловища и хвостового стебля поочерёдно идут полосы оливкового и тёмно-коричневого цветов. Брюхо светлее общего фона.

## Образ жизни
Это донная рыба. Предпочитает жить в чистой воде, сильно насыщенной кислородом. Встречается в реках с быстрым течением и тенистыми зонами, с каменистым дном. Активна ночью. Питается водорослевыми обрастаниями, а также мелкими водными организмами.

## Размножение
Половая зрелость наступает в 1,5-2 года. Самка откладывает икру на коряги и камни, самец охраняет кладку. Мальки растут неравномерно.

## Распространение
Обитает в бассейнах рек Магдалены, Сан-Жорже и Сесар.